# John H. Chiles
John Henry Chiles (* 9. November 1912 in Buckner oder nach anderen Angaben Independence, Jackson County, Missouri; † 20. Januar 1996 in Jacksonville, Duval County, Florida) war ein Generalmajor der United States Army. Er war unter anderem Kommandeur der 2. Infanteriedivision.
Er war ein Sohn von Henry Perrin Chiles (1882–1964) und dessen Frau Virginia May Ragan (1888–1937). John trat mit 18 Jahren der Nationalgarde von Missouri bei. In den Jahren 1932 bis 1936 durchlief er die United States Military Academy in West Point. Nach seiner Graduation wurde er als Leutnant der Infanterie zugeteilt. In der Armee durchlief er anschließend alle Offiziersränge vom Leutnant bis zum Zwei-Sterne-General.
Im Lauf seiner militärischen Karriere absolvierte Chiles verschiedene Kurse und Schulungen. Dazu gehörten unter anderem das Armed Forces Staff College und das United States Army War College.
In seinen jüngeren Jahren absolvierte er den für Offiziere in den niederen Rangstufen üblichen Dienst in verschiedenen Einheiten und Standorten. Die meiste Zeit diente Chiles in Einheiten der 2. Infanteriedivision. Ende der 1930er Jahre war er allerdings für drei Jahre zunächst als Stabsoffizier im amerikanischen Hauptquartier und dann als Kompanieführer im 57. Infanterieregiment auf den Philippinen stationiert.
Während des Zweiten Weltkriegs war John Chiles mit der 2. Infanteriedivision auf dem europäischen Kriegsschauplatz eingesetzt. In den Jahren 1942 bis 1944 war er in der Stabsabteilung G3 für Operationen der Division tätig und danach kommandierte er das der Division unterstehende 23. Infanterieregiment. Ihren ersten Kampfeinsatz im Zweiten Weltkrieg erlebte die Division, die zuvor für einige Zeit in Nordirland stationiert war, nach ihrer Landung auf dem Strandabschnitt Omaha Beach am 7. Juni 1944. In der Folge drang sie durch Nordfrankreich bis nach Deutschland und später auch zur Tschechoslowakei vor. Dabei war sie in schwere Gefechte verwickelt wozu auch die Abwehr der deutschen Ardennenoffensive gehörte.
Ende der 1940er Jahre wurde Chiles zum Stab des amerikanischen Kommandos im Fernen Osten in Tokio versetzt. Während des Koreakriegs war er zunächst Stabschef beim X. Korps, ehe er zur 2. Infanteriedivision zurückkehrte, wo er nochmals das 23. Infanterieregiment kommandierte. Später leitete er die Stabsabteilung G3 der Division. Während seines Einsatzes in Korea war er an mehreren Schlachten beteiligt.
Nach seiner Rückkehr in die Vereinigten Staaten studierte Chiles zunächst am Army War College. Anschließend gehörte er für einige Zeit als Dozent dessen Fakultät an. In der Folge war er unter anderem Stabsoffizier bei der Military Assistance Advisory Group in Spanien und bei den Joint Chiefs of Staff. Außerdem war er Militärattaché in Mexiko. In Buenos Aires in Argentinien war er an der Einrichtung einer amerikanischen Militärmission beteiligt. Chiles war auch Stabsoffizier bei der 1. Panzerdivision in Fort Hood, dem heutigen Fort Cavazos.
Zwischen September 1964 und Juli 1966 war John Chiles mit einer kurzen Unterbrechung Mitte 1965 Kommandeur der 2. Infanteriedivision in der bereits zuvor vielfach gedient hatte. Damals wurde die Division, die lange in Fort Benning, dem heutigen Fort Moore, stationiert gewesen war, wieder nach Südkorea verlegt. Nach dem Ende dieses Kommandos wurde Chiles stellvertretender Kommandeur der 5. Armee, die damals noch in Chicago stationiert war. Anschließend schied er aus dem aktiven Militärdienst aus.
Der mit Lucille Hall (1914–1999) verheiratete Offizier starb am 20. Januar 1996 in Jacksonville in Florida und wurde auf dem New Hope Cemetery in Liberty in Missouri beigesetzt.

## Orden und Auszeichnungen
John Chiles erhielt im Lauf seiner militärischen Laufbahn unter anderem folgende Auszeichnungen:
- Distinguished Service Cross
- Silver Star
- Legion of Merit
- Bronze Star Medal
- Air Medal
- World War II Victory Medal
- Korean Service Medal
- Purple Heart
- Army of Occupation Medal
- United Nations Service Medal. (UNO)
- Orden der Ehrenlegion (Frankreich)
- Kriegskreuz (Frankreich)
- Kriegskreuz (Luxemburg)

Hinzu kommen noch weitere ausländische Orden darunter auch aus Südkorea.